# Doug Blakowski
Doug Blakowski (...) è un ex giocatore di football americano e allenatore di football americano statunitense, che ha giocato come runningback.
Dopo aver giocato per la squadra universitaria statunitense degli Hobart Statesmen non ha proseguito la carriera nel football giocato, ad eccezione della partecipazione al mondiale 2007 con la nazionale che ha vinto il titolo. Ha invece brevemente allenato a livello di college.

## Palmarès
- 1 Mondiali (2007)